# پشمک

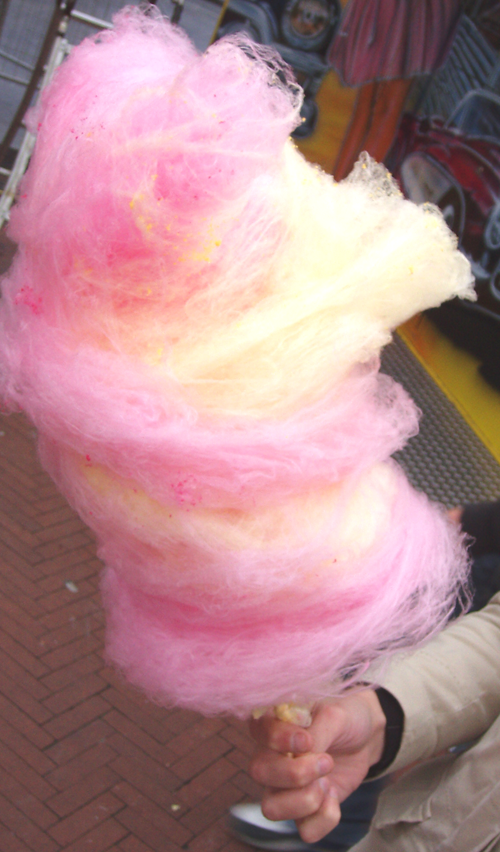
پشمکی با دو رنگ

پَشمک شیرینی است که با کثرت ورزش و کشش چون موی و پشم سازند که در دو نوع مختلف و با دو روش و دو ترکیب متفاوت درست میشود که در روش اول ترکیابت اصلی پشمک: آرد،  شکر و روغن است که کار با ترکیب آب و شکر و درست کردن شیره شروع میشود بعد این که شیره کمی سرد شد و حالت خمیری به خود گرفت آن را به صورت حلقه درست کرده و داخل آردی که قبلا تفت داده شده و با کمی روغن مخلوط شده در سینی مخصوص دستگاه کشش پشمک گذاشته میشود و دستگاه شروع به کشیدن میکند و اینکار انقدر ادامه میابد که آرد به‌صورت کامل جذب شیره شود و به‌صورت الیاف های ریز و خوشمزه پشمک درآید که همان پشمک اصیل ایرانی است و در انواع مختلف تولید میشود پشمک الیافی، پشمک لقمه ای کادویی و پشمک شکلاتی که هر کدام از این ها بسته بندی های متنوعی دارند که در کل بیش از ۲۰۰ نوع بسته بندی دارددهخدا سر واژۀ پشمک</ref> و در نووع دوم: پشمک پُفی با عبور جریان هوای گرم و مرطوب از روی شکر درست می‌شود. هنگامی که هوای گرم به شکر برخورد می‌کند آن را به صورت نیمه جامد درمی‌آورد. پس از آن به دلیل برخورد جریان ممتد هوای گرم با بلورهای نیمه جامد شکر و همچنین وجود رطوبت هوا، بلورها به صورت رشته‌هایی بلند و باریک درمی‌آیند. برای مصرفِ بلافاصله پس از تولید، این رشته‌ها را بیشتر به دور تکه‌ای از چوبی خیس می‌پیچند و برای مصارف به صورتی دیگر پشمک را به شیوه‌های گوناگونی بسته‌بندی می‌کنند. گاهی به شکر مورد استفاده در فرایند تولید پشمک موادی دیگر را مانند اسانس‌های میوه‌ها، قهوه، کاکائو و زعفران می‌افزایند. پشمک سفید رنگ است اما گاهی به آن رنگ‌های خوراکی می‌افزایند و رنگی یا رنگارنگ تولید می‌کنند. پشمک در زبان روزمره به عنوان کنایه نیز مورد استفاده قرار می‌گیرد.

## تاریخچه
تاریخچه استفاده از این شیرینی در ایران به‌طور دقیق مشخص نیست اما در اشعار بُسحق اَطعمه شیرازی شاعر قرن نهم هجری به پشمک اشاره شده‌است که مشخص می‌شود از حدود ششصد سال پیش این شیرینی در میان خوراکی‌های ایرانی بوده‌است:
| می‌کشد کشکک بچربی هر زمان مشتاق را |  | می‌برد پشمک بشیرینی دل عشاق را |

مشهورترین نوع پشمک جهان که همان پشمک چوبی یا پنبه ای است توسط ویلیام موریسون و جان واتون آمریکایی ابداع شد و برای نخستین بار پشمک و ماشین ساخت آن را در سال ۱۸۹۷ میلادی اختراع کردند. آن دو این اختراع خود را نخستین بار در نمایشگاه جهانی سال ۱۹۰۴میلادی رونمایی کردند که بسیار مورد استقبال تماشاگران این نمایشگاه قرار گرفت. پس از آن نمایشگاه این خوراکی جدید در فرهنگ‌های گوناگون با نام‌های متفاوتی شناخته شد که یا برگرفته از شکل آن بود یا از روش ساخت آن. امروزه این خوراکی با نام‌های متفاوتی مانند آبنبات پنبه‌ای (انگلیسی آمریکایی: Cotton candy)، آبنبات ابریشمی (انگلیسی بریتانیایی: Candy floss)، چرخ‌شکر (هلندی: Suikerspin)، پشمک (فارسی: پشم + ک) در زبان‌های گوناگون شناخته می‌شود. تولید پشمک به صورتی که امروزه شناخته می‌شود توسط ماشینی با قطعات مکانیکی و چرخان صورت می‌گیرد که توسط ژوزف لزکو، دندانپزشکی اهل نیواورلئان لوئیزیانا در سال ۱۹۲۱ میلادی اختراع شده‌است. پس از سال ۱۹۷۰ میلادی پشمک به صورت صنعتی تولید و بسته‌بندی شد. در ایالات متحده آمریکا روز ۷ دسامبر هر سال روز ملی پشمک (انگلیسی: National Cotton Candy Day) نام گذاری شده‌است.
در ایران نیز پس از جنگ جهانی دوم پشمک آمریکایی وارد ایران شد و در شهر بروجرد برای اولین بار تهیه شد که به ان پشمینه گفته می‌شد. اکنون نیز چندین کارگاه پشمک و ارده در شهر بروجرد فعال است.

## انواع پشمک
پشمک دو نوع اصلی دارد  نوع اول پشمک‌ ها فقط از شکر تولید می‌شوند. طعم این گونه از پشمک با طعم شکری که از آن ساخته شده فرق چندانی ندارد. پشمک‌ هایی که برای مصرفِ بلافاصله پس از تولید ساخته می‌شوند بیشتر از این گونه‌اند. در گونه دوم تولید پشمک که همان پشمک اصیل ایرانی است، به شکر آب اضافه می شود و بعد از جوشیدن شیره تولید می شود که آرد و روغن و مواد دیگری (مانند کاکائو، قهوه، زعفران، هل، رنگ‌های خوراکی) اضافه می‌کنند. که این نوع پشمک نیز در دو نوع اصلی الیافی و لقمه ای تولید میشود که این ها نیز هر کدام در  انواع مختلف تولید میشوند و البته در طعم هایی مانند پشمک‌ زعفرانی، کاکائویی، پرتقالی، وانیلی، توت فرنگی ، نعنایی و... اشاره کرد.

## روش تولید پشمک

### پشمک آمریکایی
برای تولید پشمک به این روش از دستگاه پشمک ساز استفاده می‌شود. در این دستگاه‌ها دو ظرف کاسه‌ای شکل وجود دارد، یکی بزرگ‌تر است که بدنه دستگاه را تشکیل می‌دهد و دیگری کوچک‌تر است و در میان ظرف بزرگتر قرار می‌گیرد. ظرف کوچک‌تر به شکل کاسه‌ای با لبه برگردانده شده (به منظور جلوگیری از خروج مواد اولیه) است. بر روی بدنه این ظرف تعداد زیادی سوراخ‌های ریز قرار دارد. این ظرف با سرعت زیاد به دور محوری که از مرکز مقطع دایره‌ای آن می‌گذرد، می‌چرخد. بر اثر این چرخش به همه محتویات درون این ظرف، نیروی گریز از مرکز وارد می‌شود. در زیر ظرف کوچک‌تر یک المنت گرمایی وجود دارد. با گرم‌تر شدن ذرات شکر، این ذرات از حالت جامد به جالت مایع تغییر فاز می‌دهند. چون نیروی گریز از مرکز به همه محتویات ظرف کوچک‌تر وارد می‌شود؛ بلافاصله پس از مایع شدن شکر (و حل شدن افزوده‌های احتمالی دیگر در آن)، این مایع از راه سوراخ‌های ریز روی بدنه این ظرف به بیرون پرتاب می‌شود. به علت ویژگی‌های فیزیکی شکر مذاب، این مایع به سرعت سرد می‌شود و ردی که بر جای می‌گذارد همان الیاف پشمک است. این الیاف بین ظرف بزرگ‌تر و ظرف کوچک‌تر قرار می‌گیرند. معمولاً در این روش یک تکه چوب را خیس می‌کنند و در فضای بین دو ظرف قرار می‌دهند. اولین الیافی که به این سطح خیس برخورد می‌کنند در آب روی آن حل می‌شوند و به تکه چوب می‌چسبند. با چرخاندن تکه چوب، الیاف دیگری که تولید می‌شوند روی الیاف پیشین قرار می‌گیرند.

## روش تولید پشمک اصیل ایرانی
در اولین مرحله برای تهیه پشمک باید شکر را پخت تا به شیره تبدیل شود. اول شکر قوام می‌آید یعنی با آب آنقدر می‌جوشد تا غلیظ شود یعنی تبدیل به شیره شود. شیره بعد از کمی خنک شدن به حالت خمیری در می آید. در این حالت شیره را به شکل حلقه در آورده و در داخل آرد تفت داده شده مخلوط شده با روغن و افزودنی ها و طعم و رنگ دهنده ها میگذارند و شیره را می کشند و بعد از دراز شدن شیره دوباره حلقه را دولا می کنند و اینکار را انقدر تکرار می کنند تا مخلوط آرد و روغن به‌طور کامل جذب شیره شود تا به‌ صورت الیاف های ریز همان پشمک اصیل ایرانی در آید. این نوع پشمک در تبریز و یزد تولید می شود که بخاطر برخی نکات خاص در تولید، ماندگاری پشمک تبریز از پشمک یزد بیشتر است.

دستگاه وندینگ پشمک اتوماتیک
پشمک از آنجایی یکی از محبوب ترین اسنک برای بچه هاست حتی باعث شده عده ای به فکر ساخت دستگاه های بیفتند که به طور خودکار پشمک تولید می‌کنند، این دستگاه ها مثل وندینگ‌ های سوپر مارکت یا قهوه به طور خودکار عمل می کنند و یک پشمک تولید می‌کنند و حتی افراد می توانند رنگ و شکل پشمک را خوشان انتخاب کنند، افراد می توانند با کشیدن کارت یا کد QR از این دستگاه ها خرید کنند.

## نگارخانه

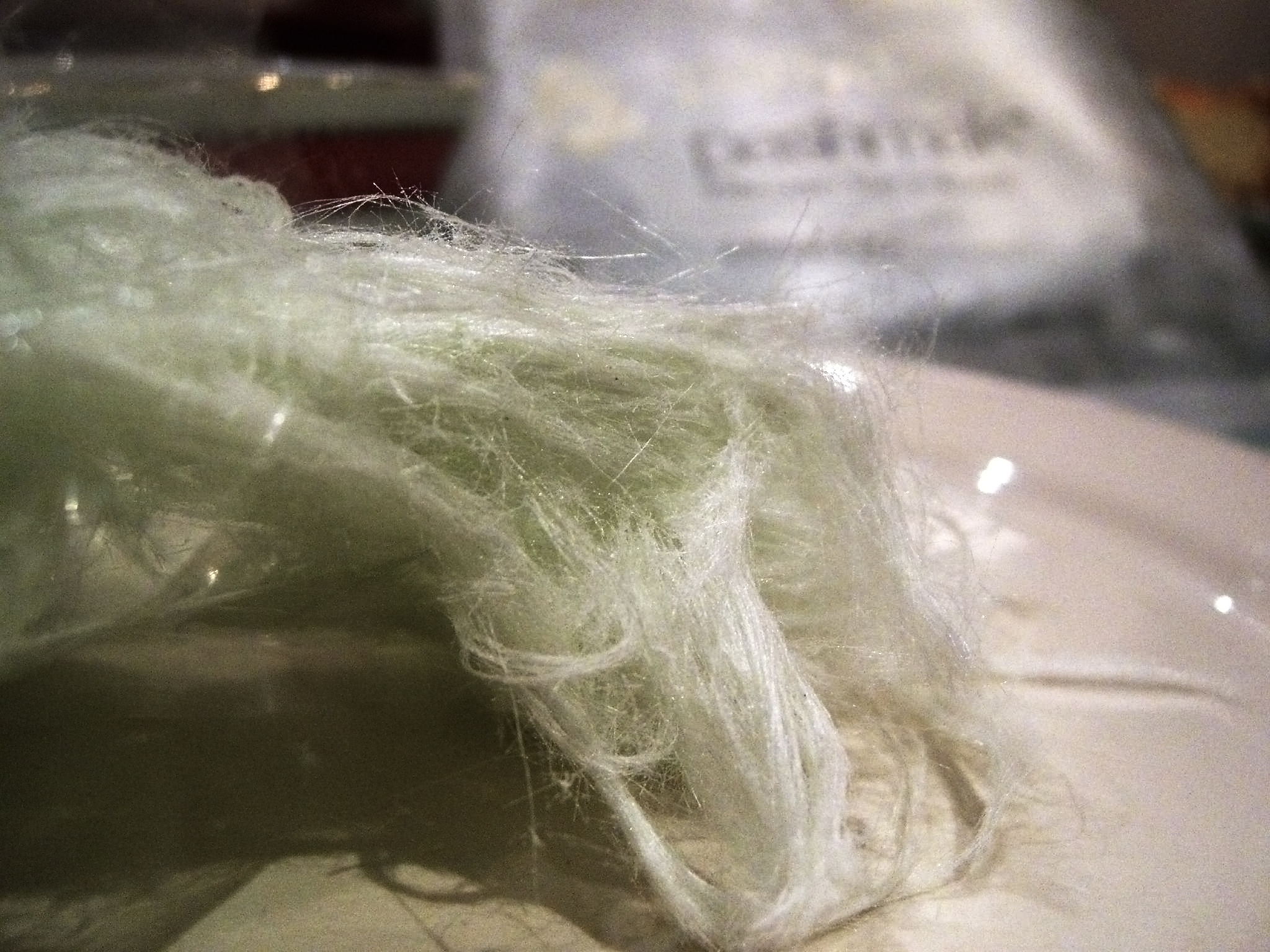
پشمک ایرانی
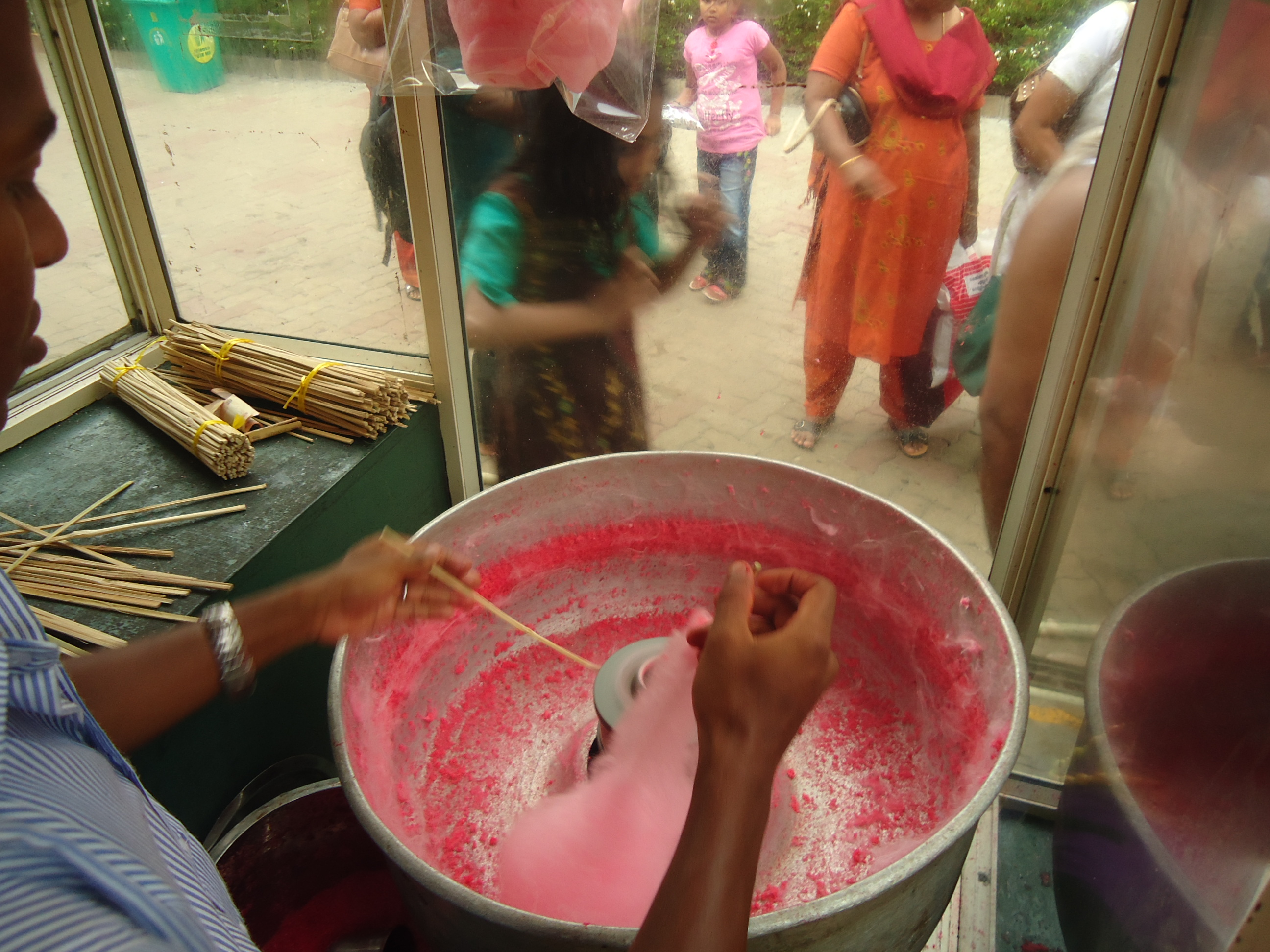
ساخت پشمک
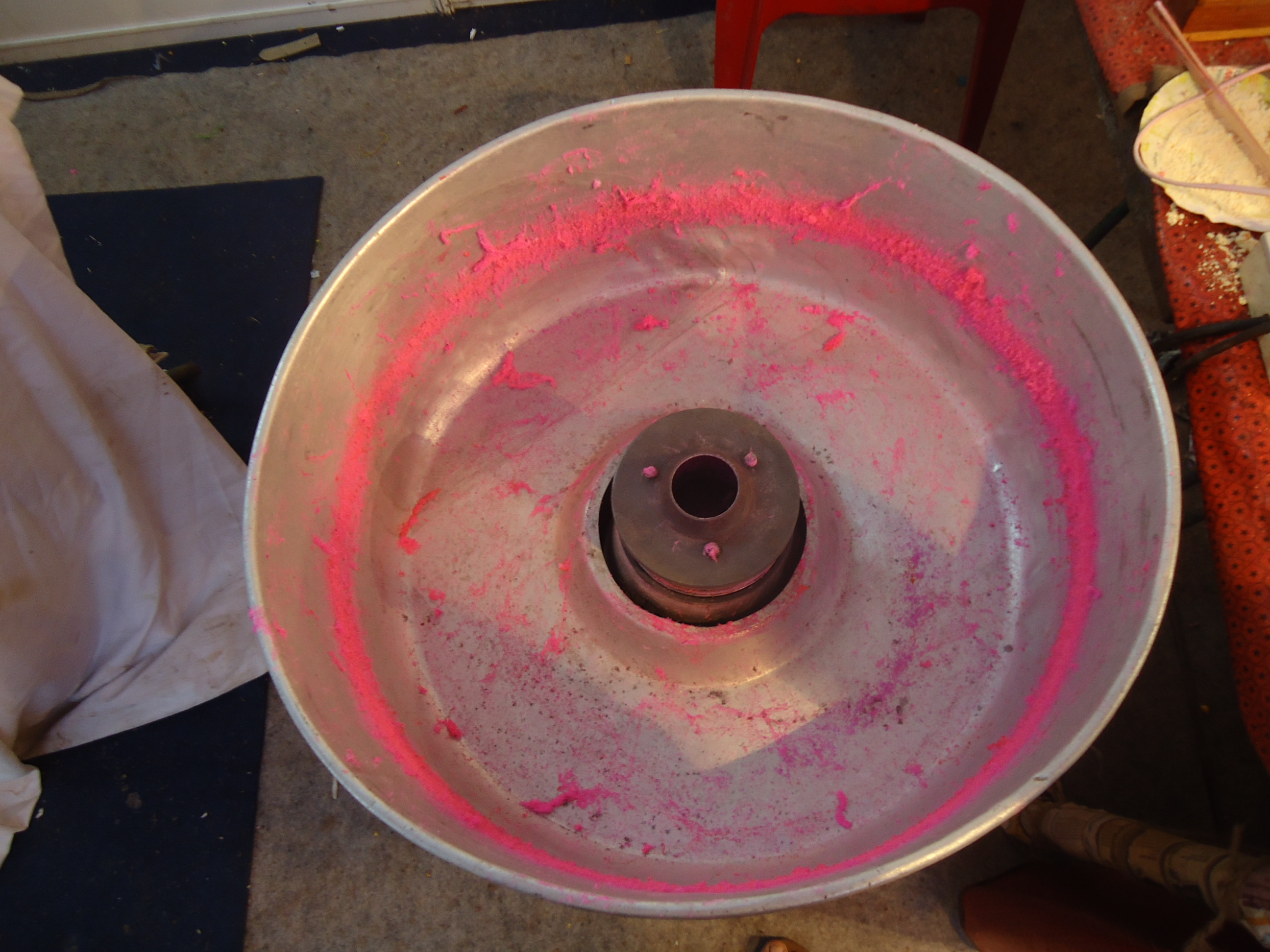
دستگاه ساخت پشمک
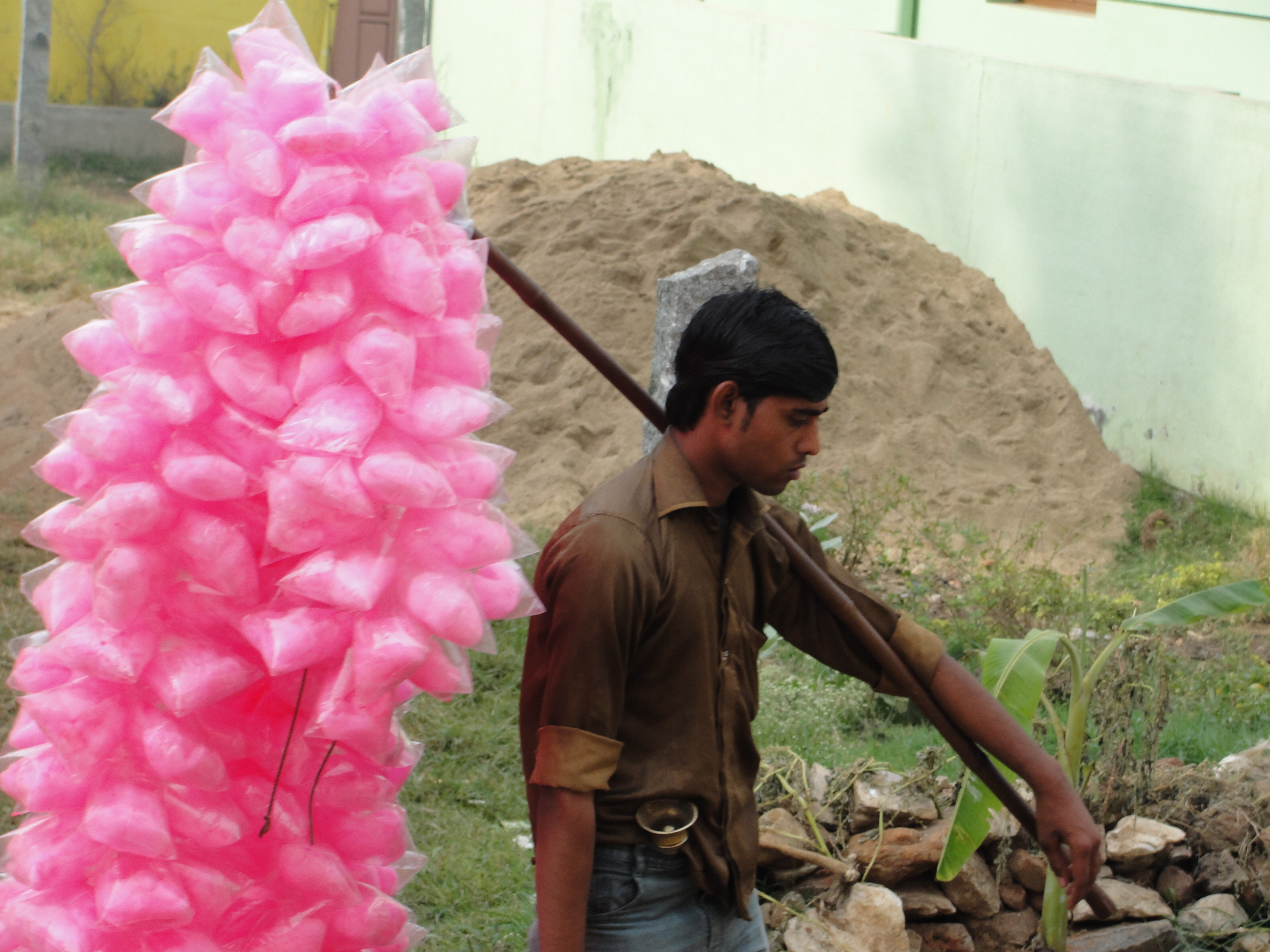
مردی در حال فروش پشمک
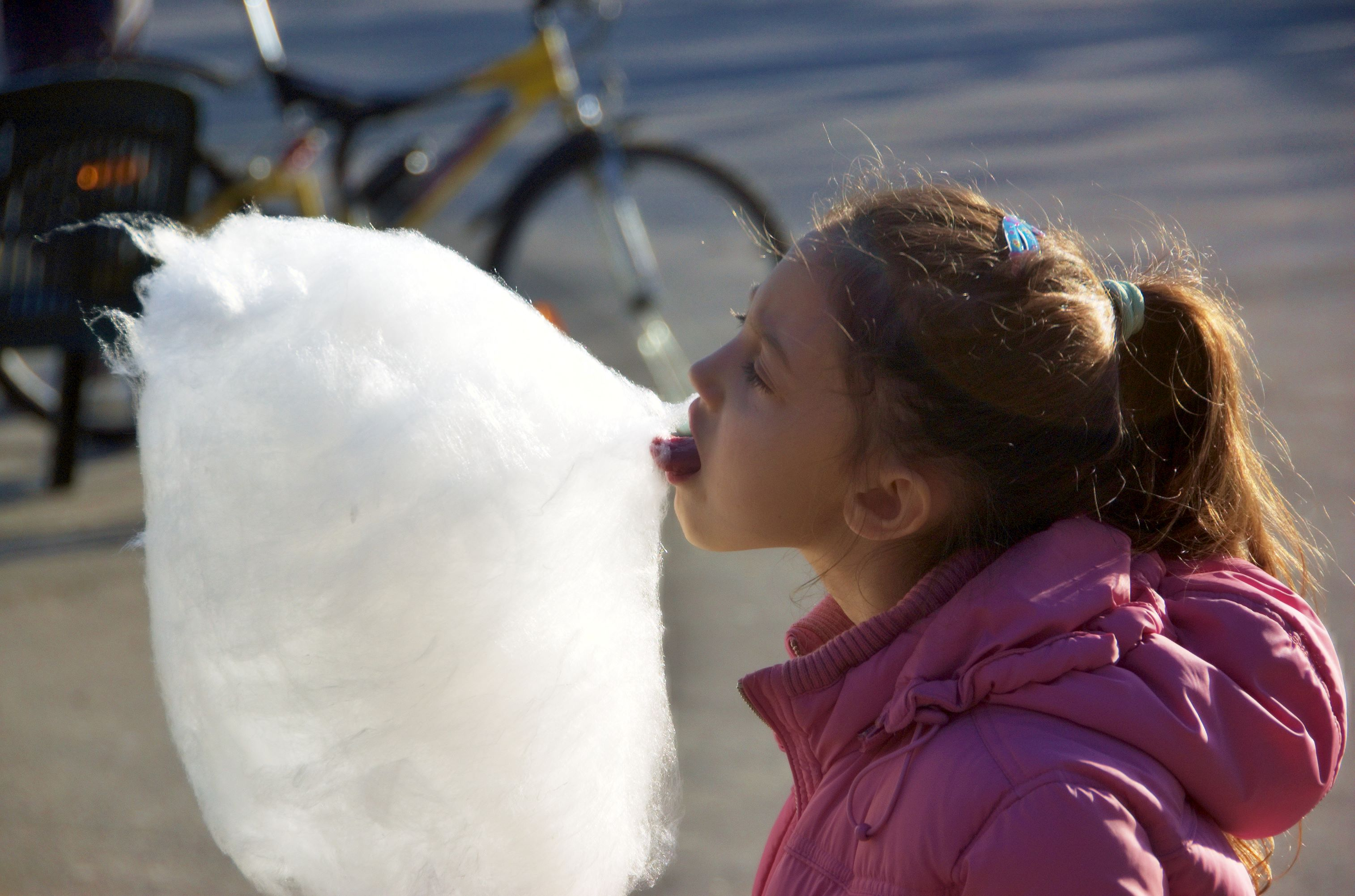
دختری در حال خوردن پشمک
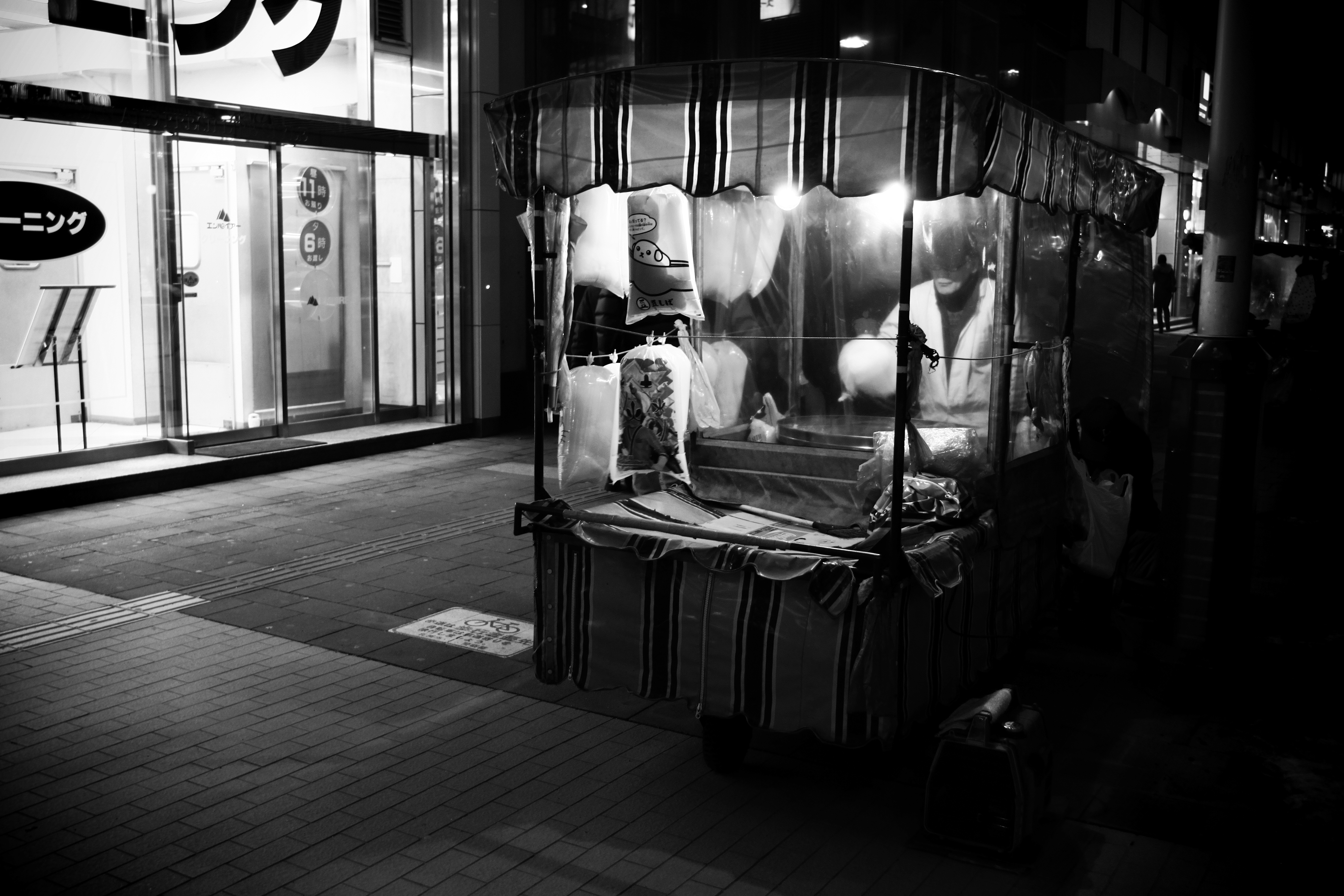
کیوسک پشمک فروشی در ژاپن
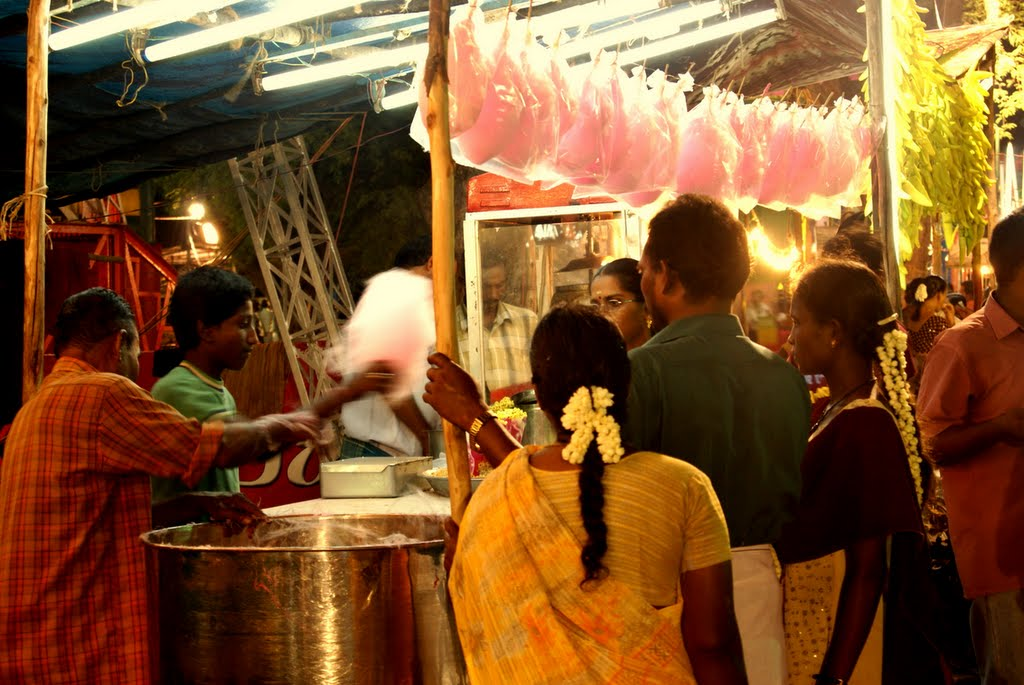
فروشگاه پشمکی در هند
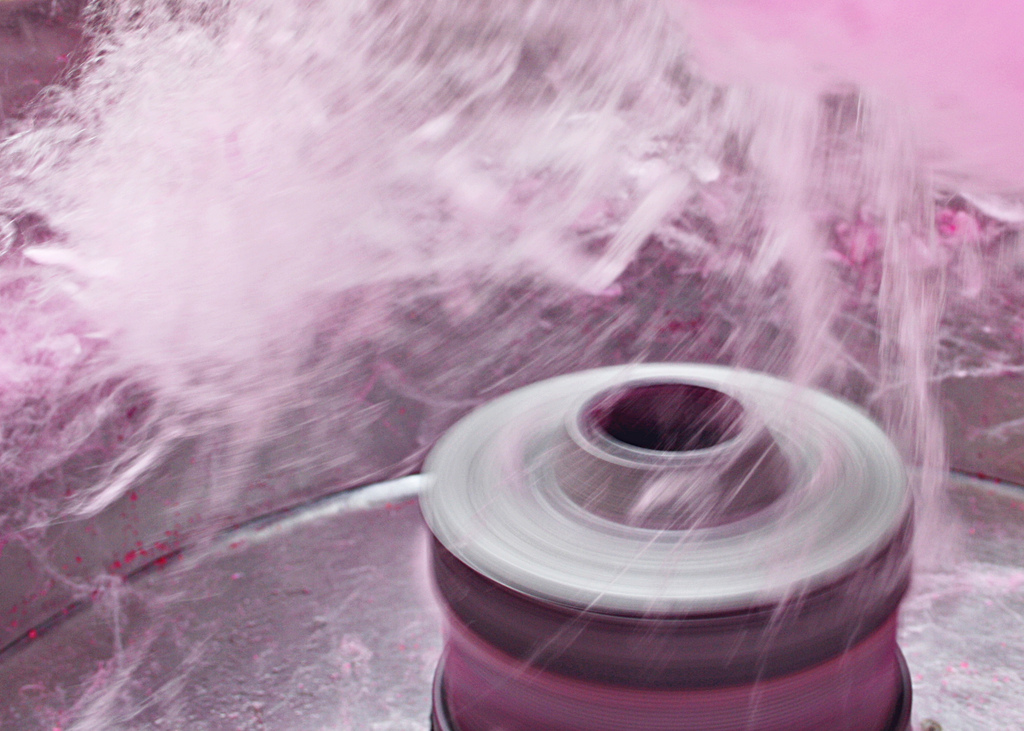
چرخنده ظرف ساخت پشمک